# Государственный контролёр Израиля
Государственный контролёр Израиля (ивр. מבקר המדינה‎ — мевакер ха-медина) — государственное управление и должностное лицо в Израиле, в обязанности которых входит контроль за деятельностью исполнительной власти, государственных предприятий и учреждений, политических партий, а также тех негосударственных организаций, в отношении которых это установлено законом. Госконтролёр также выполняет функции омбудсмена, рассматривая жалобы граждан на действия государственных учреждений.
Государственный контролёр действует на основании основного закона «О Государственном контролёре», который был принят кнессетом 15 февраля 1988 года. Госконтролёр избирается тайным голосованием членов кнессета на один семилетний срок. Он независим от правительства и подотчётен только кнессету, для его отстранения от должности необходимо квалифицированное большинство в 2/3 голосов членов кнессета. Дважды в год Госконтролёр предоставляет кнессету отчёт о текущей деятельности и раз в год — результаты проверки отдельных учреждений и рекомендации по устранению недостатков. Выбор учреждений и областей деятельности для проверки находится в ведении самого Госконтролёра. На время каденции он не может занимать никакого другого поста, быть членом кнессета или состоять в политической партии.
Деятельность Государственного контролёра обеспечивается ведомством госконтролёра (ивр. משרד מבקר המדינה‎) в штате которого работают юристы, аудиторы и другие специалисты. Бюджет ведомства Госконтролёра устанавливается непосредственно финансовой комиссией кнессета.
4 июля 2012 года Государственным контролёром стал судья Йосеф Шапира, сменивший на этом посту Миху Линденштраусса, занимавшего должность с 2005 года.
3 июня 2019 года в результате тайного голосования в Кнессете новым госконтролёром был избран Матаньягу Энгельман.

## Государственные контролёры Израиля
| Портрет | Имя на русском языке   | Имя на иврите    | Годы жизни | Период на посту                 |
| ------- | ---------------------- | ---------------- | ---------- | ------------------------------- |
|         | Зигфрид Мозес          | זיגפריד מוזס     | 1887—1974  | 1949—1961                       |
|         | Ицхак Эрнест Небенцаль | יצחק ארנסט נבנצל | 1907—1992  | 11 декабря 1961—10 декабря 1981 |
|         | Ицхак Туник            | יצחק טוניק       | 1911—1989  | 14 января 1982—7 января 1987    |
|         | Яаков Мальц            | יעקב מלץ         | 1923—2006  | 5 февраля 1987—30 июня 1988     |
|         | Мирьям Бен Порат       | מרים בן פורת     | 1918—2012  | 4 июля 1988—4 июля 1998         |
|         | Элиэзер Голдберг       | אליעזר גולדברג   | 1931—2022  | 5 июля 1998—3 июля 2005         |
|         | Миха Линденштраусс     | מיכה לינדנשטראוס | 1937—2019  | 4 июля 2005 — 3 июля 2012       |
|         | Йосеф Шапира           | יוסף שפירא       | род. 1945  | 4 июля 2012 — 4 июля 2019       |
|         | Матаньягу Энгельман    | מתניהו אנגלמן    | род. 1966  | с 4 июля 2019                   |